# 106537 Маккарті
106537 Маккарті (106537 McCarthy) — астероїд головного поясу, відкритий 23 листопада 2000 року. Названий на честь Робіна Маккарті («Swoopy») американського продюсера і співведучого ток-шоу Skepticality.
Тіссеранів параметр щодо Юпітера — 3,559.